# Беликов, Кузьма Артемьевич
Кузьма Артемьевич Беликов (25 июня 1926 — 18 апреля 2000) — передовик советского машиностроения, токарь Лианозовского электромеханического завода производственного объединения «Утёс» Министерства радиопромышленности СССР, город Москва, Герой Социалистического Труда (1971).

## Биография
Родился 25 июня 1926 года в деревне Громоздово Козельского уезда Калужской губернии в русской крестьянской семье.
Окончил сельскую начальную школу и в 1941 году завершил обучение в семилетней школе села Поздняково. В 1942 году стал работать токарем Лианозовского вагоноремонтного завода, на котором производился ремонт и изготовление пассажирских вагонов. Проработал на заводе всю Великую Отечественную войну.
В 1951 году завод был передан в ведение Министерства промышленности средств связи СССР. Перепрофилирован под производство электронных средств связи, сложной радиоэлектронной аппаратуры. Уже через год на заводе было освоено производство радиолокационной и радиорелейной техники для нужд Министерства обороны и гражданской авиации. С 1953 года член КПСС. В совершенстве овладел профессией, применял свои навыки и знания, выполнял задания с отличным качеством, перевыполнял план на 140—150 % В апреле 1971 года на базе завода было организовано производственное объединение «Утёс».
Указом Президиума Верховного Совета СССР от 26 апреля 1971 года (закрытым) за выдающиеся заслуги при выполнении заданий пятилетнего плана Кузьме Артемьевичу Беликову присвоено звание Героя Социалистического Труда с вручением ордена Ленина и золотой медали «Серп и Молот».
Продолжал ударно трудиться на заводе. За годы 11-й пятилетки выполнил семь годовых норм, а план 1986 года выполнил к 7 ноября.
Избирался депутатом Московского городского совета депутатов. Делегат XXIV съезда КПСС. Активный работник профсоюзных организаций.
Проживал в городе Москве.
Умер 18 апреля 2000 года, похоронен на Бутовском кладбище.

## Награды
За трудовые успехи удостоен:
- золотая звезда «Серп и Молот» (26.04.1971)
- орден Ленина (26.04.1971)
- другие медали.